# 2018 w boksie

## Lista zawodowych mistrzów świata na 31 grudnia 2018
| Kategoria       | WBA                                                                                | WBC                                     | IBF                                  | WBO                                   |
| Słomkowa        | Thammanoon Niyomtrong · Tajlandia                                                  | Chayaphon Moonsri · Tajlandia           | Carlos Licona · Meksyk               | Vic Saludar · Filipiny                |
| Junior musza    | Hiroto Kyoguchi · Japonia · Carlos Cañizales · Wenezuela                           | Ken Shiro · Japonia                     | Felix Alvarado · Nikaragua           | Ángel Acosta · Portoryko              |
| Musza           | Artem Dalakjan · Ukraina                                                           | Charlie Edwards · Wielka Brytania       | Moruti Mthalane · Południowa Afryka  | Kōsei Tanaka · Japonia                |
| Junior kogucia  | Khalid Yafai · Wielka Brytania                                                     | Wisaksil Wangek · Tajlandia             | Jerwin Ancajas · Filipiny            | Donnie Nietes · Filipiny              |
| Kogucia         | Nonito Donaire · Filipiny · Naoya Inoue · Japonia                                  | wakat                                   | Emmanuel Rodríguez · Portoryko       | Zolani Tete · Południowa Afryka       |
| Junior piórkowa | Daniel Roman · Stany Zjednoczone                                                   | Rey Vargas · Meksyk                     | TJ Doheny · Irlandia                 | Emanuel Navarrete · Meksyk            |
| Piórkowa        | Leo Santa Cruz · Meksyk · Jesús Rojas · Portoryko                                  | Gary Russell Jr. · Stany Zjednoczone    | Josh Warrington · Wielka Brytania    | Óscar Valdez · Meksyk                 |
| Junior lekka    | Gervonta Davis · Stany Zjednoczone · Alberto Machado · Portoryko                   | Miguel Berchelt · Meksyk                | Tevin Farmer · Stany Zjednoczone     | Masayuki Ito · Japonia                |
| Lekka           | Wasyl Łomaczenko · Ukraina                                                         | Mikey Garcia · Stany Zjednoczone        | wakat                                | Wasyl Łomaczenko · Ukraina            |
| Lekkopółśrednia | Kirył Relich · Białoruś                                                            | José Carlos Ramírez · Stany Zjednoczone | Iwan Baranczyk · Białoruś            | Maurice Hooker · Stany Zjednoczone    |
| Półśrednia      | Keith Thurman · Stany Zjednoczone · Manny Pacquiao · Filipiny                      | Shawn Porter · Stany Zjednoczone        | Errol Spence Jr. · Stany Zjednoczone | Terence Crawford · Stany Zjednoczone  |
| Lekkośrednia    | Jarrett Hurd · Stany Zjednoczone · Brian Castaño · Argentyna                       | Tony Harrison · Stany Zjednoczone       | Jarrett Hurd · Stany Zjednoczone     | Jaime Munguia · Meksyk                |
| Średnia         | Saúl Álvarez · Meksyk · Rob Brant · Stany Zjednoczone                              | Saúl Álvarez · Meksyk                   | Daniel Jacobs · Stany Zjednoczone    | Demetrius Andrade · Stany Zjednoczone |
| Superśrednia    | Callum Smith · Wielka Brytania · Saúl Álvarez · Meksyk                             | David Benavidez · Stany Zjednoczone     | José Uzcátegui · Wenezuela           | Gilberto Ramírez · Meksyk             |
| Półciężka       | Dmitrij Biwoł · Rosja                                                              | Ołeksandr Hwozdyk · Ukraina             | Artur Bietierbijew · Rosja           | Eleider Álvarez · Kolumbia            |
| Junior ciężka   | Dienis Lebiediew · Rosja · Ołeksandr Usyk · Ukraina · Bejbut Szumenow · Kazachstan | Ołeksandr Usyk · Ukraina                | Ołeksandr Usyk · Ukraina             | Ołeksandr Usyk · Ukraina              |
| Ciężka          | Anthony Joshua · Wielka Brytania · Manuel Charr · Niemcy                           | Deontay Wilder · Stany Zjednoczone      | Anthony Joshua · Wielka Brytania     | Anthony Joshua · Wielka Brytania      |

## Styczeń
20 stycznia 
- Nowy Jork – Robert Easter Jr. obronił tytuł mistrza świata IBF w kategorii lekkiej wygrywając niejednogłośnie na punkty z Javierem Fortuną. 
 Errol Spence Jr. obronił tytuł mistrza świata IBF w wadze półśredniej po pokonaniu przez poddanie po 7. rundzie Lamonta Petersona[1]. 
 Adam Kownacki (waga ciężka) znokautował w 6. rundzie Iago Kiladze[2].

 27 stycznia 
- Antwerpia – Yves Ngabu obronił tytuł mistrza Europy (EBU) w wadze junior ciężkiej po wygranej przez poddanie po 3. rundzie z Geoffreyem Battelo.
- Inglewood – Lucas Martin Matthysse zdobył wakujący tytuł mistrza świata WBA w kategorii półśredniej wygrywając przez nokaut w 8. rundzie z Tewą Kiramem[3].
Jorge Linares obronił tytuł mistrza świata WBA w wadze lekkiej po zwycięstwie jednogłośnie na punkty nad Mercito Gestą.
- Ryga – Ołeksandr Usyk obronił tytuł mistrza świata WBO i zdobył tytuł mistrza świata WBC w wadze junior ciężkiej po pokonaniu dwa do remisu Mairisa Briedisa. Był to półfinałowy pojedynek turnieju World Boxing Super Series[4].

## Luty
3 lutego 
- Soczi – Murat Gassijew obronił tytuł mistrza świata IBF i zdobył tytuł mistrza świata WBA w wadze junior ciężkiej po wygranej przez techniczny nokaut w 12. rundzie z Yunierem Dorticosem. Był to półfinałowy pojedynek turnieju World Boxing Super Series[5]. Dorticos zachował jednak tytuł mistrza świata WBA[6].
- Corpus Christi – Gilberto Ramírez obronił tytuł mistrza świata WBO w wadze superśredniej wygrywając przez techniczny nokaut w 6. rundzie z Habibem Ahmedem[7].
Jerwin Ancajas obronił tytuł mistrza świata IBF w wadze junior koguciej po wygranej przez techniczny nokaut w 10. rundzie nad Israelem Gonzalezem[8].
- Naha – Daigo Higa obronił tytuł mistrza świata WBC w wadze muszej nokautując w 1. rundzie Moisésa Fuentesa[9].

 9 lutego 
- Warszawa – zmarł Henryk Niedźwiedzki, medalista igrzysk olimpijskich w 1956 w Melbourne w kategorii piórkowej[10].

 10 lutego 
- Cancún – Miguel Berchelt obronił tytuł mistrza świata WBC w wadze junior lekkiej wygrywając przez techniczny nokaut w 3. rundzie z Maxwellem Awuku[11].

 16 lutego 
- Reno – Raymundo Beltrán zdobył wakujący tytuł mistrza świata WBO w wadze lekkiej po wygranej jednogłośnie na punkty z Paulusem Mosesem[12].

 17 lutego 
- Manchester – George Groves obronił tytuł supermistrza świata WBA i zdobył tytuł mistrza świata IBO w wadze superśredniej po wygranej jednogłośnie na punkty z Chrisem Eubankiem Jrem. Był to półfinałowy pojedynek turnieju World Boxing Super Series[13].
- Las Vegas – David Benavidez obronił tytuł mistrza świata WBC w wadze superśredniej po zwycięstwie jednogłośnie na punkty nad Ronaldem Gavrilem[14].

 23 lutego 
- Rzym – Kamil Szeremeta zdobył wakujący tytuł mistrza Europy (EBU) w wadze średniej po wygranej przez techniczny nokaut w 2. rundzie z Alessandro Goddim[15].

 24 lutego 
- Inglewood – Artem Dalakjan zdobył wakujący tytuł mistrza świata WBA w kategorii muszej po wygranej jednogłośnie na punkty z Brianem Vilorią.
Donnie Nietes obronił tytuł mistrza świata IBF w wadze muszej po pokonaniu przez nokaut w 7. rundzie Juana Carlosa Reveco[16].
Wisaksil Wangek obronił tytuł mistrza świata WBC w wadze junior koguciej zwyciężając niejednogłośnie na punkty Juana Francisco Estradę[17].
- Norymberga – Callum Smith pokonał jednogłośnie na punkty Nieky’ego Holzkena, który zastąpił chorego Jürgena Brähmera. Był to półfinałowy pojedynek turnieju World Boxing Super Series w wadze superśredniej[18].

 28 lutego 
- Tokio – Daniel Roman obronił tytuł mistrza świata WBA w kategorii junior piórkowej po wygranej jednogłośnie na punkty z Ryō Matsumoto.

## Marzec
1 marca 
- Tokio – Ryosuke Iwasa obronił tytuł mistrza świata IBF w kategorii junior piórkowej po wygranej jednogłośnie na punkty z Ernesto Saulongiem.
 Luis Nery pokonał przez techniczny nokaut w 2. rundzie Shinsuke Yamanakę, lecz mimo to utracił tytuł mistrza świata WBC w kategorii koguciej z powodu nadwagi[19].

 3 marca 
- Nowy Jork – Deontay Wilder obronił tytuł mistrza świata WBC w wadze ciężkiej wygrywając przez techniczny nokaut w 10. rundzie z Luisem Ortizem[20].
Siergiej Kowalow obronił tytuł mistrza świata WBO w wadze półciężkiej wygrywając przez techniczny nokaut w 7. rundzie z Igorem Michałkinem[21].
Dmitrij Biwoł obronił tytuł mistrza świata WBA w wadze półciężkiej wygrywając przez techniczny nokaut w 12. rundzie z Sullivanem Barrerą[22].
José Uzcátegui zdobył tytuł tymczasowego mistrza świata IBF w wadze superśredniej po pokonaniu przez poddanie w 8. rundzie dotychczasowego mistrza Andre Dirrella[23].
- Weißenfels – Dominic Bösel zdobył wakujący tytuł mistrza Europy (EBU) w wadze półciężkiej po wygranej jednogłośnie na punkty z Serhijem Demczenko.

 6 marca 
- Chon Buri – Thammanoon Niyomtrong obronił tytuł mistrza świata WBA w kategorii słomkowej po wygranej jednogłośnie na punkty z Toto Landero.

 10 marca 
- San Antonio – Mikey Garcia zdobył tytuł mistrza świata IBF w wadze lekkopółśredniej po pokonaniu jednogłośnie na punkty dotychczasowego mistrza Siergieja Lipinieca[24].
Kirył Relich zdobył tytuł wakujący mistrza świata WBA w wadze lekkopółśredniej wygrywając jednogłośnie na punkty z Rancesem Barthelemym[25].
- Carson – Óscar Valdez obronił tytuł mistrza świata WBO w wadze piórkowej wygrywając jednogłośnie na punkty ze Scottem Quiggiem, który miał dodatkowo nadwagę[26].
- Boulogne-Billancourt – Brian Castaño obronił tytuł mistrza świata WBA w wadze lekkośredniej po wygranej przez techniczny nokaut w 12. rundzie z Cédricem Vitu.

 17 marca 
- Nowy Jork – José Carlos Ramírez zdobył wakujący tytuł mistrza świata WBC w wadze lekkopóśredniej wygrywając jednogłośnie na punkty z Amirem Imamem[27].

 18 marca 
- Kobe – Ryuya Yamanaka obronił tytuł mistrza świata WBO w kategorii słomkowej po wygranej przez poddanie w 8. rundzie z Moisesem Callerosem.
Carlos Canizales zdobył wakujący tytuł regularnego mistrza świata WBA w kategorii junior muszej po wygranej jednogłośnie na punkty z Reiyą Konishim.

 24 marca 
- Hamburg – Tyron Zeuge obronił tytuł mistrza świata WBA w wadze superśredniej wygrywając przez techniczny nokaut w 2. rundzie z Isaakiem Ekpo[28].

 30 marca 
- Genua – zmarł Aureliano Bolognesi, mistrz igrzysk olimpijskich w 1952 w Helsinkach w kategorii lekkiej[29].

 31 marca 
- Cardiff – Anthony Joshua obronił tytuły supermistrza świata WBA oraz mistrza świata IBF i IBO oraz zdobył tytuł mistrza świata WBO w kategorii ciężkiej po pokonaniu jednogłośnie na punkty Josepha Parkera[30].
Ryan Burnett obronił tytuł supermistrza świata WBA w wadze koguciej wygrywając jednogłośnie na punkty z Yonfrezem Parejo. Wcześniej zrezygnował z tytułu mistrza świata IBF.

## Kwiecień
7 kwietnia 
- Las Vegas – Jarrett Hurd obronił tytuł mistrza świata IBF oraz zdobył tytuł supermistrza świata WBA w wadze lekkośredniej po wygranej niejednogłośnie na punkty z Erislandy Larą. Lara utracił również pas mistrza świata federacji IBO[31].
James DeGale odzyskał tytuł mistrza świata IBF w kategorii superśredniej zwyciężając jednogłośnie na punkty dotychczasowego mistrza Caleba Truaxa[32].

 15 kwietnia 
- Jokohama – Ryōta Murata obronił tytuł mistrza świata WBA w kategorii średniej po wygranej przez techniczny nokaut w 8. rundzie z Emanuele Blandamurą.
 Cristofer Rosales pokonał przez techniczny nokaut w 9. rundzie Daigo Higę i zdobył w ten sposób tytuł mistrza świata WBC w wadze muszej. Higa utracił pas dzień wcześniej z powodu nadwagi[33].

 21 kwietnia 
- Belfast – Zolani Tete obronił tytuł mistrza świata WBO w wadze koguciej po wygranej jednogłośnie na punkty z Omarem Andrésem Narváezem. 
 Carl Frampton zdobył tytuł tymczasowego mistrza świata WBO w wadze piórkowej wygrywając jednogłośnie na punkty z Nonito Donaire[34].
- Nowy Jork – Jermall Charlo zdobył tytuł tymczasowego mistrza świata WBC w kategorii średniej po wygranej przez nokaut w 2. rundzie z Hugo Centeno Jrem[35].
 Adrien Broner i Jesse Vargas zremisowali w walce w umownym limicie 65,5 kg[36].
 Gervonta Davis zdobył tytuł supermistrza świata WBA w kategorii junior lekkiej po wygranej przez techniczny nokaut w 3. rundzie z Jesúsem Cuellarem[37].
- Berlin – Agit Kabayel obronił tytuł mistrza Europy (EBU) w wadze ciężkiej nokautując w 3. rundzie Miljana Rovčanina[38].
- Częstochowa – Tomasz Adamek (waga ciężka) pokonał przez techniczny nokaut w 7. rundzie Joeya Abella[39].
Mateusz Masternak (waga junior ciężka) wygrał przez poddanie po 6. rundzie z Yourim Kalengą[40].

 23–28 kwietnia 
- Karlino – odbyły się odbyły się mistrzostwa Polski seniorów[41].

 28 kwietnia 
- Filadelfia – Isaac Dogboe zdobył tytuł mistrza świata WBO w wadze junior piórkowej po pokonaniu przez techniczny nokaut w 11. rundzie dotychczasowego mistrza Jessie Magdaleno[42].
- Douai – Vincent Legrand zdobył wakujący tytuł mistrza Europy (EBU) w wadze muszej wygrywając jednogłośnie na punkty z Juanem Hinostrozą.
- Bilbao – Kerman Lejarraga zdobył wakujący tytuł mistrza Europy (EBU) w wadze półśredniej po pokonaniu przez techniczny nokaut w 2. rundzie Bradleya Skeete’a.
- Nowy Jork – Daniel Jacobs pokonał jednogłośnie na punkty Macieja Sulęckiego[43].

## Maj
2 maja 
- Nakhon Ratchasima – Chayaphon Moonsri obronił tytuł mistrza świata WBC w wadze słomkowej po zwycięstwie przez techniczny nokaut w 5. rundzie nad Leroyem Estradą. Był to 50. wygrana Moonsriego na zawodowym ringu[44].

 5 maja 
- Carson – Giennadij Gołowkin obronił tytuły supermistrza świata WBA oraz mistrza świata WBC i IBO w kategorii średniej po pokonaniu przez nokaut w 2. rundzie Vanesa Martirosyana[45].
- Londyn – Emmanuel Rodríguez zdobył wakujący tytuł mistrza świata IBF w kategorii koguciej po pokonaniu jednogłośnie na punkty Paula Butlera.
Tony Bellew pokonał Davida Haye’a przez techniczny nokaut w 5. rundzie[46].
James Tennyson zdobył tytuł mistrza Europy (EBU) w wadze junior lekkiej wygrywając przez techniczny nokaut w 5. rundzie z dotychczasowym mistrzem Martinem Wardem.

 12 maja 
- Nowy Jork – Wasyl Łomaczenko zdobył tytuł supermistrza świata WBA w wadze lekkiej po pokonaniu przez techniczny nokaut w 10. rundzie dotychczasowego mistrza Jorge Linaresa[47].
- Verona – Rey Vargas obronił tytuł mistrza świata WBC w kategorii junior piórkowej po pokonaniu jednogłośnie na punkty Azata Hovhannisyana.
 Jaime Munguia zdobył tytuł mistrza świata WBO w wadze lekkośredniej po zwycięstwie przez techniczny nokaut w 4. rundzie nad obrońcą tytułu Sadamem Alim[48].
- Wałcz – Krzysztof Głowacki pokonał przez nokaut w 1. rundzie Santandera Silgado[49].

 19 maja 
- Leeds – Josh Warrington zdobył tytuł mistrza świata IBF w kategorii piórkowej wygrywając niejednogłośnie na punkty z dotychczasowym mistrzem Lee Selbym[50].
- Oxon Hill – Gary Russell Jr. obronił tytuł mistrza świata WBC w kategorii piórkowej po pokonaniu jednogłośnie na punkty Josepha Diaza[51].
- Toronto – Adonis Stevenson obronił tytuł mistrza świata WBC w kategorii półciężkiej remisując z Badou Jackiem[52].
- Elx – Marc Vidal obronił tytuł mistrza Europy (EBU) w wadze piórkowej po remisie z Kiko Martínezem wskutek technicznej decyzji w 3. rundzie.

 20 maja 
- Tokio – Hekkie Budler zdobył tytuły supermistrza świata WBA oraz mistrza świata IBF w kategorii junior muszej wygrywając jednogłośnie na punkty z dotychczasowym mistrzem Ryoichim Taguchim. 
 Hiroto Kyoguchi obronił tytuł mistrza świata IBF w wadze słomkowej po pokonaniu jednogłośnie na punkty Vince’a Parasa.

 25 maja 
- Tokio – Naoya Inoue zdobył tytuł mistrza świata WBA w wadze koguciej po pokonaniu przez techniczny nokaut w 1. rundzie obrońcy tytułu Jamiego McDonnella[53].
Ken Shiro obronił tytuł mistrza świata WBC w kategorii muszej po zwycięstwie przez nokaut w 2. rundzie nad Ganiganem Lópezem.
- Warszawa – Artur Szpilka pokonał jednogłośnie na punkty Dominicka Guinna[54].
Izuagbe Ugonoh pokonał przez poddanie w drugiej rundzie Freda Kassiego[55].
Ewa Piątkowska pokonała jednogłośnie na punkty Marię Lindberg[56].

 26 maja 
- Fresno – Jerwin Ancajas obronił tytuł mistrza świata IBF w kategorii junior koguciej wygrywając jednogłośnie na punkty z Jonasem Sultanem. 
 Khalid Yafai obronił tytuł mistrza świata WBA w wadze junior koguciej po pokonaniu przez poddanie w 7. rundzie Davida Carmony[57].

## Czerwiec
2 czerwca 
- Bad Tölz – Robin Krasniqi zdobył wakujący tytuł mistrza Europy (EBU) w wadze superśredniej pokonując jednogłośnie na punkty Stanisława Kasztanowa[58].
- Rzeszów – Krzysztof Włodarczyk pokonał jednogłośnie na punkty Olanrewaju Durodolę.

 9 czerwca 
- Los Angeles – Jermell Charlo obronił tytuł mistrza świata WBC w wadze lekkośredniej pokonując niejednogłośnie na punkty Austina Trouta[59].
 Leo Santa Cruz obronił tytuł supermistrza WBA w kategorii piórkowej zwyciężając jednogłośnie na punkty Abnera Maresa[60].
- Las Vegas – Terence Crawford zdobył tytuł mistrza świata WBO w wadze półśredniej po pokonaniu przez techniczny nokaut w 9. rundzie dotychczasowego mistrza Jeffa Horna[61].
- Manchester – Maurice Hooker zdobył wakujący tytuł mistrza świata WBO w wadze lekkopółśredniej wygrywając niejednogłośnie na punkty z Terrym Flanaganem[62].

 16 czerwca 
- Frisco – Errol Spence Jr. obronił tytuł mistrza świata IBF w kategorii półśredniej po znokautowaniu w 1. rundzie Carlosa Ocampo[63].
Daniel Roman obronił tytuł mistrza świata WBA w wadze junior piórkowej po zwycięstwie jednogłośnie na punkty nad Moisesem Floresem.
- San Juan – Ángel Acosta obronił tytuł mistrza świata WBO w wadze junior muszej po pokonaniu przez techniczny nokaut w 12. rundzie Carlosa Buitrago.
- Warszawa – Andrzej Fonfara pokonał przez TKO w 6 rundzie Ismaila Sillacha.

 17 czerwca 
- Kijów – Artem Dalakjan obronił tytuł mistrza świata WBA w kategorii muszej po pokonaniu przez techniczny nokaut w 8. rundzie Sirichai Thaiyena.

 22 czerwca 
- Barcelona – Abigail Medina obronił tytuł mistrza Europy (EBU) w wadze junior piórkowej pokonując przez techniczny nokaut w 1. rundzie Anthony’ego Settoula.

 23 czerwca 
- Mérida – Miguel Berchelt obronił tytuł mistrza świata WBC w wadze junior lekkiej po zwycięstwie przez techniczny nokaut w 3. rundzie nad Jonathanem Victorem Barrosem[64].

 30 czerwca 
- Oklahoma City – Gilberto Ramírez obronił tytuł mistrza świata WBO w wadze superśredniej wygrywając jednogłośnie na punkty z Roamerem Alexisem Angulo[65].

## Lipiec
5 lipca 
- José Uzcátegui został uznany pełnoprawnym mistrzem świata IBF w wadze superśredniej po rezygnacji dotychczasowego mistrza Jamesa DeGale’a[66].

 7 lipca 
- Astana – Bejbut Szumenow zdobył wakujący tytuł mistrza świata WBA w wadze junior ciężkiej po pokonaniu przez poddanie w 9. rundzie Hizniego Altunkayi[67].

 13 lipca 
- Kobe – Vic Saludar zdobył tytuł mistrza świata WBO w kategorii słomkowej wygrywając jednogłośnie na punkty z obrońcą tytułu Ryuyą Yamanaką.

 14 lipca 
- Offenburg – Rocky Fielding zdobył tytuł mistrza świata WBA w kategorii superśredniej wygrywając przez techniczny nokaut w 5. rundzie z obrońcą tytułu Tyronem Zeuge[68].

 15 lipca 
- Kuala Lumpur – Manny Pacquiao zdobył tytuł mistrza świata WBA w wadze półśredniej wygrywając przez techniczny nokaut w 7. rundzie z dotychczasowym mistrzem Lucasem Martinem Matthysse[69].
Moruti Mthalane zdobył wakujący tytuł mistrza świata IBF w kategorii muszej wygrywając jednogłośnie na punkty z Muhammadem Waseemem.
Carlos Canizales obronił tytuł mistrza świata WBA w wadze junior muszej wygrywając przez techniczny nokaut w 12. rundzie z Lu Binem[70].

 21 lipca 
- Moskwa – Ołeksandr Usyk obronił tytuły mistrza świata WBC i WBO oraz zdobył tytuły supermistrza świata WBA i mistrza świata IBF w wadze junior ciężkiej po pokonaniu jednogłośnie na punkty Murata Gassijewa. Był to finałowy pojedynek turnieju World Boxing Super Series[71].
- Las Vegas – Jaime Munguia obronił tytuł mistrza świata WBO w kategorii lekkośredniej po pokonaniu jednogłośnie na punkty Liama Smitha[72].
Alberto Machado obronił tytuł mistrza świata WBA w wadze junior lekkiej wygrywając jednogłośnie na punkty z Rafaelem Mensahem.

 27 lipca 
- Qingdao – Thammanoon Niyomtrong obronił tytuł mistrza świata WBA w kategorii słomkowej po pokonaniu jednogłośnie na punkty Xionga Zhaozhonga.
Sho Kimura obronił tytuł mistrza świata WBO w wadze muszej po pokonaniu jednogłośnie na punkty Froilana Saludara.

 28 lipca 
- Los Angeles – Mikey Garcia obronił tytuł mistrza świata WBC i zdobył tytuł mistrza świata IBF w kategorii lekkiej po pokonaniu jednogłośnie na punkty Roberta Eastera Jra[73].
- Kissimmee – Masayuki Ito zdobył wakujący tytuł mistrza świata WBO w wadze junior lekkiej po pokonaniu jednogłośnie na punkty Christophera Díaza[74].

## Sierpień
3 sierpnia 
- Eveleigh – Tevin Farmer zdobył wakujący tytuł mistrza świata IBF w wadze junior lekkiej po zwycięstwie jednogłośnie na punkty nad Billym Dibem[75].

 4 sierpnia 
- Atlantic City – Eleider Álvarez zdobył tytuł mistrza świata WBO w wadze półciężkiej po pokonaniu przez nokaut w 7. rundzie dotychczasowego mistrza Siergieja Kowalowa[76]. 
 Dmitrij Biwoł obronił tytuł mistrza świata WBA w wadze półciężkiej po pokonaniu jednogłośnie na punkty Isaaca Chilemby[77].

 11 sierpnia 
- Phoenix – Trevor Bryan zdobył tytuł tymczasowego mistrza świata WBA w wadze ciężkiej po pokonaniu przez techniczny nokaut w 9. rundzie BJ Floresa[78].
- Los Angeles – Joseph Diaz pokonał jednogłośnie na punkty Jesúsa Rojasa, lecz ponieważ miał nadwagę, Rojas utrzymał tytuł mistrza świata WBA w wadze piórkowej.
- Savonlinna – Edis Tatli obronił tytuł mistrza Europy (EBU) w kategorii lekkiej wygrywając jednogłośnie na punkty z Frankiem Urquiagą[79].

 16 sierpnia 
- Tokio – TJ Doheny zdobył tytuł mistrza świata IBF w wadze junior piórkowej po zwycięstwie jednogłośnie na punkty nad dotychczasowym mistrzem Ryosuke Iwasą.

 18 sierpnia 
- Belfast – Carl Frampton obronił tytuł tymczasowego mistrza świata WBO w wadze piórkowej po pokonaniu przez techniczny nokaut w 4. rundzie Luke’a Jacksona[80]. 
 Tyson Fury pokonał jednogłośnie na punkty Francesco Pianetę[81]. 
 Cristofer Rosales obronił tytuł mistrza świata WBC w kategorii muszej po znokautowaniu w 4. rundzie Paddy’ego Barnesa.

 25 sierpnia 
- Glendale – José Pedraza zdobył tytuł mistrza świata WBO w wadze lekkiej wygrywając jednogłośnie na punkty z obrońcą tytułu Raymundo Beltránem. 
 Isaac Dogboe obronił pas mistrza świata WBO w wadze w wadze junior piórkowej po zwycięstwie przez techniczny nokaut w 1. rundzie nad Hidenorim Otake[82].

 29 sierpnia 
- Nakhon Sawan – Chayaphon Moonsri obronił tytuł mistrza świata WBC w wadze słomkowej po pokonaniu jednogłośnie na punkty Pedro Tadurana[83].

## Wrzesień
8 września 
- Nowy Jork – Shawn Porter zdobył wakujący tytuł mistrza świata WBC w wadze półśredniej wygrywając jednogłośnie na punkty z Dannym Garcíą[84].
Adam Kownacki (waga ciężka) jednogłośnie pokonał na punkty Charlesa Martina[85].
- Inglewood – Donnie Nietes i Aston Palicte zremisowali w walce o wakujący tytuł mistrza świata WBO w kategorii junior koguciej.
Juan Francisco Estrada pokonał Felipe Orucutę jednogłośnie na punkty, a Kazuto Ioka również jednogłośnie wygrał z McWilliamsem Arroyo. Obie walki były w wadze junior koguciej[86].

14 września 
- Fresno – José Carlos Ramírez obronił tytuł mistrza świata WBC w wadze lekkopółśredniej wygrywając jednogłośnie na punkty z Antonio Orozco[87].

15 września 
- Las Vegas – Saúl Álvarez pokonał niejednogłośnie na punkty Giennadija Gołowkina i zdobył tytuły supermistrza świata WBA i mistrza świata WBC w wadze średniej[88].
Jaime Munguia obronił tytuł mistrza świata WBO w kategorii lekkośredniej po zwycięstwie nad Brandonem Cookiem przez techniczny nokaut w 3. rundzie[89].

22 września 
- Londyn – Anthony Joshua obronił tytuły supermistrza świata WBA i mistrza świata IBF, WBO i IBO w wadze ciężkiej wygrywając przez techniczny nokaut w 7. rundzie z Aleksanderm Powietkinem[90].
- Łomża – Kamil Szeremeta obronił tytuł mistrza Europy (EBU) w kategorii średniej wygrywając przez nokaut w 10. rundzie z Rubenem Díazem[91].

24 września 
- Nagoja – Kōsei Tanaka zdobył tytuł mistrza świata WBO w kategorii muszej wygrywając niejednogłośnie na punkty z dotychczasowym mistrzem Sho Kimurą[92].

28 września 
- Dżudda – Callum Smith zwyciężył George’a Grovesa przez nokaut w 7, rundzie w finale turnieju World Boxing Super Series w wadze superśredniej. Zdobył tym samym tytuł supermistrza świata WBA[93].
- Oakland – Jerwin Ancajas zachował tytuł mistrza świata IBF w wadze junior koguciej po remisie z Alejandro Santiago Barriosem.

29 września 
- Torrelavega – Sergio García zdobył wakujący tytuł mistrza Europy (EBU) w kategorii lekkośredniej zwyciężając Maxime’a Beaussire’a jednogłośnie na punkty.

## Październik
1 października 
- Belpasso – Graciano Rocchigiani, były zawodowy mistrz świata w wadze superśredniej i półciężkiej, zginął w wypadku samochodowym[94].

4 października 
- Kaiserslautern – zmarł Karl Mildenberger, były zawodowy mistrz Europy (EBU) w wadze ciężkiej[95].

6 października 
- Chicago – Artur Bietierbijew obronił tytuł mistrza świata IBF w wadze półciężkiej nokautując w 4. rundzie Calluma Johnsona[96].
Daniel Roman obronił tytuł mistrza świata WBA w kategorii junior piórkowej po pokonaniu przez techniczny nokaut w 10. rundzie Gavina McDonnella[97].
Jarrell Miller znokautował w 2. rundzie Tomasza Adamka (waga ciężka)[98].
- Pak Kret – Wisaksil Wangek obronił tytuł mistrza świata WBC w wadze junior koguciej wygrywając jednogłośnie na punkty z Iranem Díazem[99].

7 października 
- Jokohama – Naoya Inoue znokautował w 1. rundzie Juana Carlosa Payano. Obronił tym samym tytuł mistrza świata WBA w wadze koguciej i awansował do półfinału turnieju World Boxing Super Series[100].
Ken Shiro obronił tytuł mistrza świata WBC w wadze junior muszej po pokonaniu przez techniczny nokaut w 7. rundzie Milana Melindo,
Kirył Relich obronił tytuł mistrza świata WBA w kategorii lekkopółśredniej i awansował do półfinału turnieju World Boxing Super Series po pokonaniu jednogłośnie na punkty Eduarda Trojanowskiego[101].

13 października 
- Jekaterynburg – Zolani Tete obronił tytuł mistrza świata WBO w wadze koguciej i awansował do półfinału turnieju World Boxing Super Series po pokonaniu jednogłośnie na punkty Miszy Ałojana[102].
Andrew Tabiti pokonał jednogłośnie na punkty Rusłana Fajfera i awansował do półfinału turnieju World Boxing Super Series w wadze junior ciężkiej[103].
- Omaha – Terence Crawford obronił tytuł mistrza świata WBO w kategorii półśredniej wygrywając przez techniczny nokaut w 12. rundzie z José Benavidezem Jrem[104].
- Newcastle – Francesco Patera zdobył wakujący tytuł mistrza Europy (EBU) w wadze lekkiej wygrywając niejednogłośnie na punkty z Lewisem Ritsonem.

20 października 
- Boston – Demetrius Andrade zdobył wakujący tytuł mistrza świata WBO w kategorii średniej wygrywając jednogłośnie na punkty z Walterem Kautondokwą. 
 Tevin Farmer obronił tytuł mistrza świata IBF w wadze junior lekkiej po pokonaniu przez techniczny nokaut w 5. rundzie Jamesa Tennysona[105].
- Orlando – Yunier Dorticos pokonał jednogłośnie na punkty Mateusza Masternaka i awansował do półfinału turnieju World Boxing Super Series w wadze junior ciężkiej. 
Emmanuel Rodríguez obronił pas mistrza świata IBF w kategorii koguciej po niejednogłośnym zwycięstwie na punkty nad Jasonem Moloneyem i awansował do półfinału turnieju World Boxing Super Series[106].
- Las Vegas – Rob Brant zdobył pas mistrza świata WBA w kategorii średniej po pokonaniu jednogłośnie na punkty dotychczasowego mistrza Ryōty Muraty[107].

26 października 
- Vesoul – Georges Ory zdobył wakujący tytuł mistrza Europy (EBU) w wadze koguciej wygrywając niejednogłośnie na punkty z Joshem Wale’em.

27 października 
- Nowy Orlean – Iwan Baranczyk zdobył wakujący tytuł mistrza świata IBF w kategorii lekkopółśredniej wygrywając przez poddanie w 7. rundzie wskutek kontuzji z Anthonym Yigitem i awansował do półfinału turnieju World Boxing Super Series.
Regis Prograis awansował do półfinału turnieju World Boxing Super Series w wadze lekkopółśredniej po pokonaniu jednogłośnie na punkty Terry’ego Flanagana[108].
- Nowy Jork – Daniel Jacobs zdobył wakujący tytuł mistrza świata IBF w wadze średniej wygrywając niejednogłośnie na punkty z Serhijem Derewjanczenko[109].
 Alberto Machado obronił tytuł mistrza świata WBA w kategorii junior lekkiej nokautując w 1. rundzie Yuandale Evansa.
- Fuenlabrada – Kiko Martínez zdobył tytuł mistrza Europy (EBU) w wadze piórkowej po pokonaniu jednogłośnie na punkty dotychczasowego mistrza Marca Vidala.
- Weißenfels – Dominic Bösel zdobył wakujący tytuł mistrza Europy (EBU) w kategorii półciężkiej wygrywając jednogłośnie na punkty z Enrico Köllingiem.

29 października 
- Pasay – Felix Alvarado zdobył wakujący tytuł mistrza świata IBF w kategorii junior muszej po pokonaniu przez techniczny nokaut w 7. rundzie Randy’ego Petalcorina[110].

## Listopad
3 listopada
- Glasgow – Nonito Donaire zdobył tytuł supermistrza świata WBA oraz wakujący diamentowy pas mistrza świata WBC w kategorii koguciej wygrywając wskutek kontuzji w 4. rundzie z Ryanem Burnettem. Awansował tym samym do półfinału turnieju World Boxing Super Series[111]. 
 Josh Taylor awansował do półfinału turnieju World Boxing Super Series w wadze lekkopółśredniej po pokonaniu przez techniczny nokaut w 7. rundzie Ryana Martina[112].

10 listopada
- Manchester – Ołeksandr Usyk obronił tytuły supermistrza świata WBA oraz mistrza świata WBC, IBF i WBO w wadze junior ciężkiej wygrywając przez techniczny nokaut w 8. rundzie z Tonym Bellewem[113].
- Chicago – Krzysztof Głowacki zdobył pas tymczasowego mistrza WBO w wadze junior ciężkiej i awansował do półfinału turnieju World Boxing Super Series po pokonaniu jednogłośnie na punkty Maksima Własowa[114]. 
 Mairis Briedis pokonał jednogłośnie na punkty Noela Gevora i awansował do półfinału turnieju World Boxing Super Series w wadze junior ciężkiej[115].
- Gliwice – Artur Szpilka pokonał niejednogłośnie na punkty Mariusza Wacha (waga ciężka)[116].

16 listopada
- Oklahoma City – Maurice Hooker obronił tytuł mistrza świata WBO w wadze lekkopółśredniej wygrywając przez techniczny nokaut w 7. rundzie z Alexem Saucedo[117].

17 listopada
- Hyères – Luca Rigoldi zdobył wakujący tytuł mistrza Europy (EBU) w wadze junior piórkowej wygrywając jednogłośnie na punkty z Jeremym Parodim.
- Dessau – Robin Krasniqi obronił tytuł mistrza Europy (EBU) w wadze superśredniej wygrywając jednogłośnie na punkty z Ronnym Landaetą[118].
- Barakaldo – Kerman Lejarraga obronił tytuł mistrza Europy (EBU) w kategorii półśredniej nokautując w 4. rundzie Frankiego Gavina.

18 listopada
- Hipolitów – zmarł Andrzej Gmitruk, trener bokserski[119].

24 listopada
- Atlantic City – Dmitrij Biwoł obronił tytuł mistrza świata WBA w wadze półciężkiej po pokonaniu jednogłośnie na punkty Jeana Pascala[120].
- Monte Carlo – Khalid Yafai obronił tytuł mistrza świata WBA w kategorii junior koguciej wygrywając jednogłośnie na punkty z Israelem Gonzalezem.

29 listopada
- Chon Buri – Thammanoon Niyomtrong obronił tytuł mistrza świata WBA w wadze słomkowej wygrywając jednogłośnie na punkty z Byronem Rojasem.

30 listopada
- Florencja – Joe Hughes zdobył wakujący tytuł mistrza Europy (EBU) w wadze lekkopółśredniej wygrywając niejednogłośnie na punkty z Andreą Scarpą.

## Grudzień
1 grudnia
- Los Angeles – Deontay Wilder zremisował z Tysonem Furym i tym samym obronił tytuł mistrza świata WBC w wadze ciężkiej[121].
Jarrett Hurd obronił tytuły supermistrza świata WBA oraz mistrza świata IBF i IBO w wadze lekkośredniej po pokonaniu przez nokaut w 4. rundzie Jasona Welborna[122]. 
 Carlos Licona zdobył wakujący tytuł mistrza świata IBF w kategorii słomkowej po wygrywając niejednogłośnie na punkty z Markiem Anthonym Barrigą.
- Québec – Ołeksandr Hwozdyk zdobył tytuł mistrza świata WBC w wadze półciężkiej po znokautowaniu w 11. rundzie dotychczasowego mistrza Adonisa Stevensona[123].

3 grudnia
- Berlin – zmarł Markus Beyer, były zawodowy mistrz świata federacji WBC w wadze superśredniej[124].

8 grudnia
- Nowy Jork – Wasyl Łomaczenko obronił tytuł supermistrza świata WBA i zdobył tytuł mistrza świata WBO w kategorii lekkiej wygrywając jednogłośnie na punkty z José Pedrazą. 
 Emanuel Navarrete zdobył pas mistrza świata WBO w wadze junior piórkowej po pokonaniu jednogłośnie na punkty dotychczasowego mistrza Isaaca Dogboe[125].

14 grudnia
- Corpus Christi – Gilberto Ramírez obronił tytuł mistrza świata WBO w wadze superśredniej wygrywając niejednogłośnie na punkty z Jesse Hartem[126].

15 grudnia
- Nowy Jork – Saúl Álvarez zdobył tytuł mistrza świata WBA w wadze superśredniej po zwycięstwie przez techniczny nokaut w 3. rundzie nad dotychczasowym mistrzem Rockym Fieldingiem[127]. 
 Tevin Farmer obronił tytuł mistrza świata IBF w wadze junior lekkiej wygrywając jednogłośnie na punkty z Francisco Fonsecą[128].
- Kijów – Artem Dalakjan obronił tytuł mistrza świata WBA w wadze muszej pokonując przez techniczny nokaut w 5. rundzie Gregorio Lebrona.

22 grudnia
- Nowy Jork – Tony Harrison zdobył tytuł mistrza świata WBC w kategorii lekkośredniej po pokonaniu jednogłośnie na punkty dotychczasowego mistrza Jermella Charlo[129]. 
 Jermall Charlo zdobył wakujący tytuł tymczasowego mistrza świata WBC w wadze średniej wygrywając jednogłośnie na punkty z Matwiejem Korobowem[130].
- Manchester – Josh Warrington obronił tytuł mistrza świata IBF w wadze piórkowej wygrywając jednogłośnie na punkty z Carlem Framptonem[131].
- Londyn – Dillian Whyte (waga ciężka) znokautował w 11. rundzie Derecka Chisorę[132].
Charlie Edwards zdobył tytuł mistrza świata WBC w wadze muszej wygrywając jednogłośnie na punkty z dotychczasowym mistrzem Cristoferem Rosalesem.

30 grudnia
- Tokio – Masayuki Ito obronił tytuł mistrza świata WBO w wadze junior lekkiej po zwycięstwie przez techniczny nokaut w 7. rundzie nad Jewgienijem Czuprakowem. 
 Ken Shiro obronił tytuł mistrza świata WBC w wadze junior muszej wygrywając jednogłośnie na punkty z Saúlem Juárezem[133].

31 grudnia
- Makau – Hiroto Kyoguchi zdobył tytuł supermistrza świata WBA w wadze junior muszej po zwycięstwie przez techniczny nokaut w 11. rundzie nad dotychczasowym mistrzem Hekkie Budlerem. 
 Donnie Nietes zdobył wakujący pas mistrza świata WBO w wadze junior koguciej po zwycięstwie niejednogłośnie na punkty nad Kazuto Ioką. 
 Moruti Mthalane obronił tytuł mistrza świata IBF w wadze muszej wygrywając przez techniczny nokaut w 10. rundzie z Masahiro Sakamoto[134].